# 오사카시 교통국 21계 전동차
오사카 시 교통국 21계 전동차(일본어: 大阪市交通局21系電車)는 오사카 시 교통국 20계 전동차의 세 번째 모델로 1991년부터 1998년까지 제작된 차량으로 기존에 운행하고 있던 오사카 시 교통국 30계 전동차를 교체하기 위해 도입했으며 오사카 시 교통국 지하철 역사상 최초로 VVVF 제어가 적용되었다. 그리고 30000계와 달리 미도스지선에 전동차이며 오사카 메트로도 운영 하기 위해 개조 된 편성이다.